# Oldenburg (Oldenburg)
Oldenburg (in basso tedesco Ollnborg), anche nota in italiano come Oldemburgo, è una città extracircondariale tedesca, che si trova nel Land della Bassa Sassonia. Con i suoi 170 389 abitanti, Oldenburg è la terza città più grande della Bassa Sassonia, dopo Hannover e Braunschweig.

## Storia
La città viene menzionata per la prima volta con il nome di Aldenburg, nel 1108. La posizione geografica del luogo, incrocio delle rotte commerciali che interessavano la Bassa Sassonia (e le città di Brema e Jever in particolare) e la Vestfalia, ne fecero originariamente una sorta di stazione di passaggio per viaggiatori. Il luogo diventò comunque presto anche un importante centro amministrativo di tutta la contea, governata dalla famiglia von Oldenburg. Nel 1345, sotto il governo del conte Konrad I, la città (che nel frattempo ha preso il nome di Oldenburg) acquista lo status di Bremisches Stadtrecht. Nel 1448 il conte Cristiano diventa re di Danimarca.
Nel 1603 viene chiamato a governare la città il conte Anton Günther. Quest'ultimo sarà ricordato come un uomo lungimirante, che seppe prendere decisioni tese a migliorare la vita della città e dei suoi abitanti. Sotto la sua amministrazione si diede avvio a un'opera di ristrutturazione della città e all'allevamento di una particolare razza di cavalli, diventata successivamente famosa in tutto il mondo proprio con il nome di oldenburghesi. La città riuscì a rimanere per qualche tempo lontana dagli orrori della Guerra dei trent'anni. Quando le truppe del comandante Tilly si avvicinarono a Oldenburgo, il conte Anton Günther riuscì ad allontanare la minaccia di saccheggi e devastazioni grazie alla capacità di negoziare con successo la rinuncia ad attaccare la città in cambio di esemplari della prestigiosa razza di cavalli (gli oldenburghesi, appunto).
Fu invece la peste a decimare la popolazione. Poco dopo il conte morirà e verrà seppellito nella Lambertkirche. Non avendo alcun discendente legittimo, il governo della contea verrà assegnato al parente maschio più vicino, ovvero al re di Danimarca. Oldenburgo diventa quindi un territorio sotto il controllo diretto della Danimarca. Nel 1676, tre fulmini colpirono contemporaneamente la città, provocando un incendio che la distrusse quasi interamente. Ne seguì un forte spopolamento del territorio, probabilmente dovuto anche al fatto che la corona danese lasciò la città in difficoltà, priva dei mezzi e degli aiuti per incominciare la necessaria opera di ricostruzione. A metà del XVIII secolo si registrano 3 000 abitanti.
Nel 1815, nel corso del congresso di Vienna, Oldenburgo assume lo status di granducato. L'ultimo granduca si dimetterà nel 1918, quando la città diventerà capitale dello stato libero di Oldenburgo. Durante la seconda guerra mondiale, Oldenburg rimase in gran parte indenne dai bombardamenti che interessarono il resto del Paese. Nel 1945 la città si trova nella zona di influenza britannica. È in questa circostanza, sotto l'amministrazione militare britannica, che vengono costruite diverse strutture atte ad ospitare fino a 5 000 rifugiati (per la maggior parte provenienti dalla Slesia e della Prussia Orientale). Dopo la seconda guerra mondiale saranno in totale 45 000 i rifugiati ospitati e sarà in tali circostanze che la città si troverà a superare i centomila abitanti.

## Geografia fisica
La città si trova al centro dell'ex distretto governativo di cui è stata capoluogo (soppresso nel 2005), il Weser-Ems. Sorge nella regione storica della Frisia, a circa 45 km da Brema.

## Cultura

### Istruzione e ricerca
La città è sede di un'importante università (Carl von Ossietzky Universität Oldenburg), nonché di un istituto politecnico (Jade Hochschule). Presso l'Università di Oldenburg ha sede una «Fondazione per la filosofia italiana» (Filosofia Italiana-Stiftung) che si prefigge di promuovere la ricerca e lo scambio con filosofi italiani. Oltre la biblioteca universitaria ci sono una biblioteca comunale e un'antica biblioteca regionale (Landesbibliothek Oldenburg) risalente al Settecento.

### Musei
- Museo comunale (Stadtmuseum)
- Museo regionale di arte e storia della cultura (Niedersächsisches Landesmuseum für Kunst und Kulturgeschichte)
- Museo di storia naturale (Naturhistorisches Museum)
- Museo dedicato all'artista Horst Janssen

### Teatri
Il teatro nazionale di Oldenburg (Oldenburgisches Staatstheater) fondato nel 1833 come teatro della corte del Granducato è oggi un teatro che comprende l'arte drammatica, balletto e l'opera.
Ad Oldenburg la lingua tradizionale è la lingua basso-tedesca, ma il tedesco standard la sta soppiantando. Il nome basso-tedesco di Oldenburgo è Ollnborg.

### Cinema
Oldenburg ospita annualmente, nel mese di settembre, un festival cinematografico indipendente, l'Oldenburg Film Festival.

## Società

### Evoluzione demografica
dal 1502 al 1900

dal 1910 al 2004

## Amministrazione

### Gemellaggi
- Høje-Taastrup, dal 1978
- Cholet, dal 1985
- Groninga, dal 1989
- Machačkala, dal 1989
- Circondario di Rügen, dal 1990
- Provincia di Meteh Asher, dal 1996

## Sport
Oldenburg è sede della società di pallacanestro EWE Baskets Oldenburg protagonista in numerose stagioni del massimo campionato nazionale e Campione di Germania nel 2008.

## Galleria d'immagini

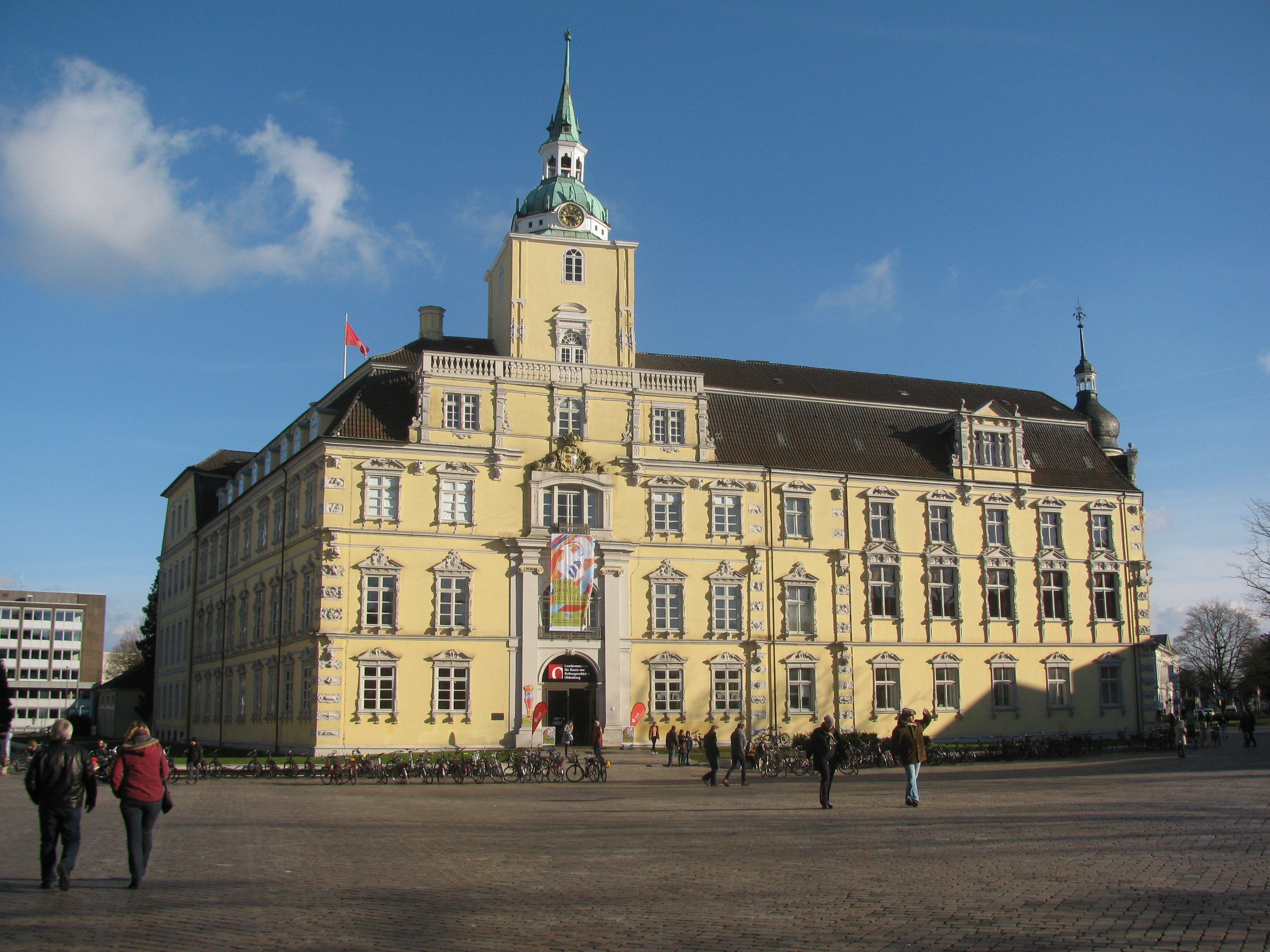
Castello
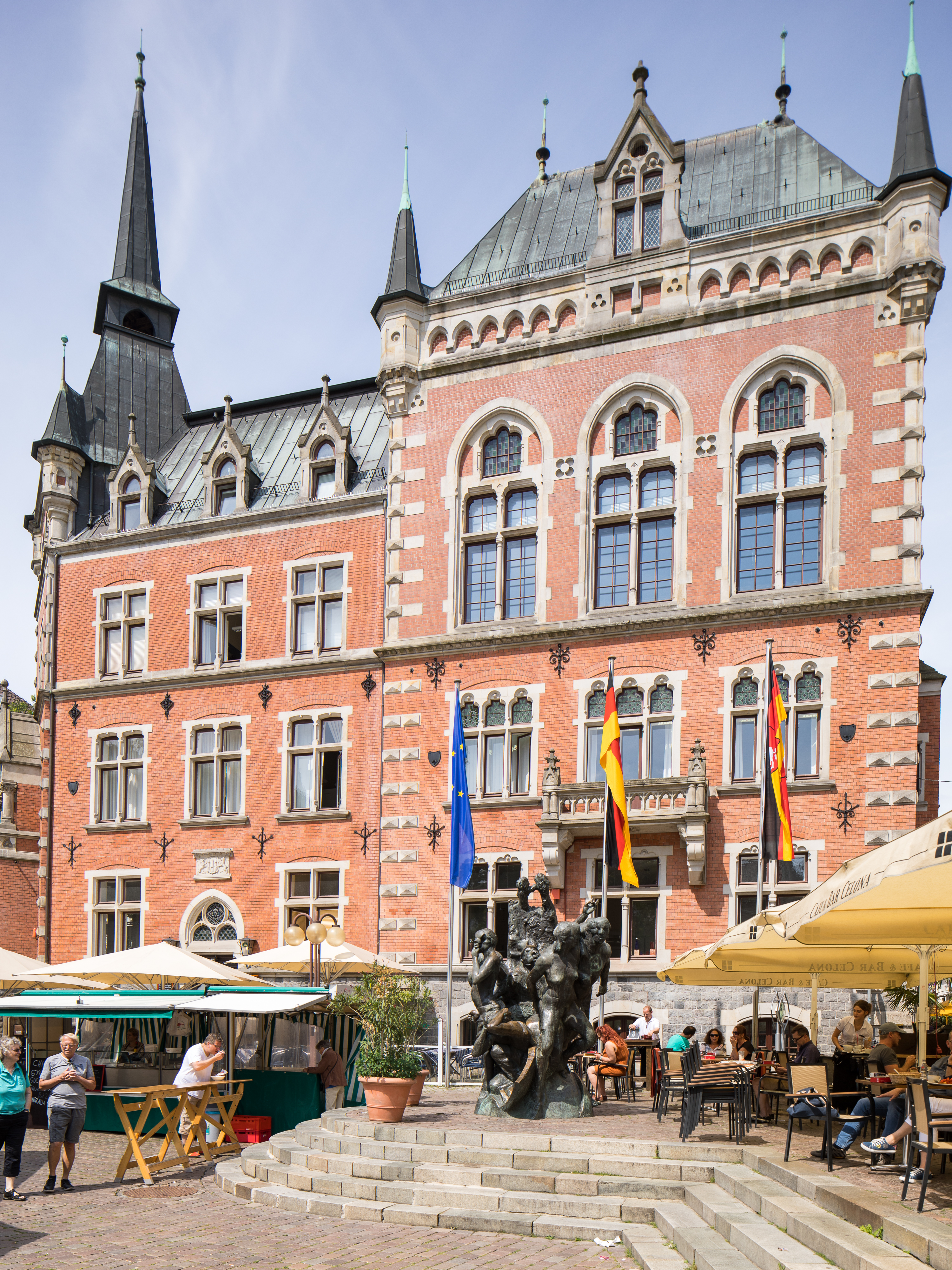
Municipio
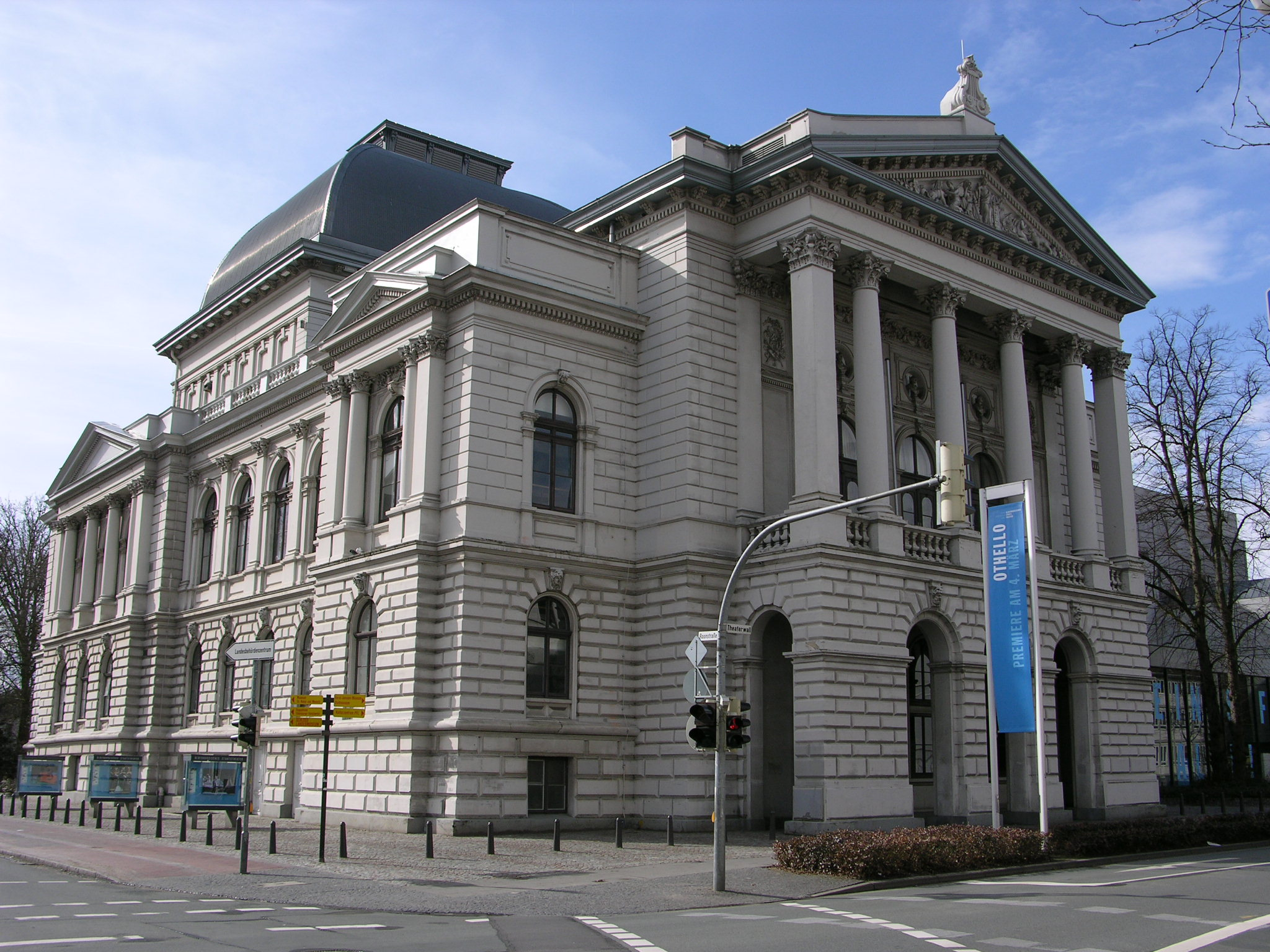
Teatro nazionale
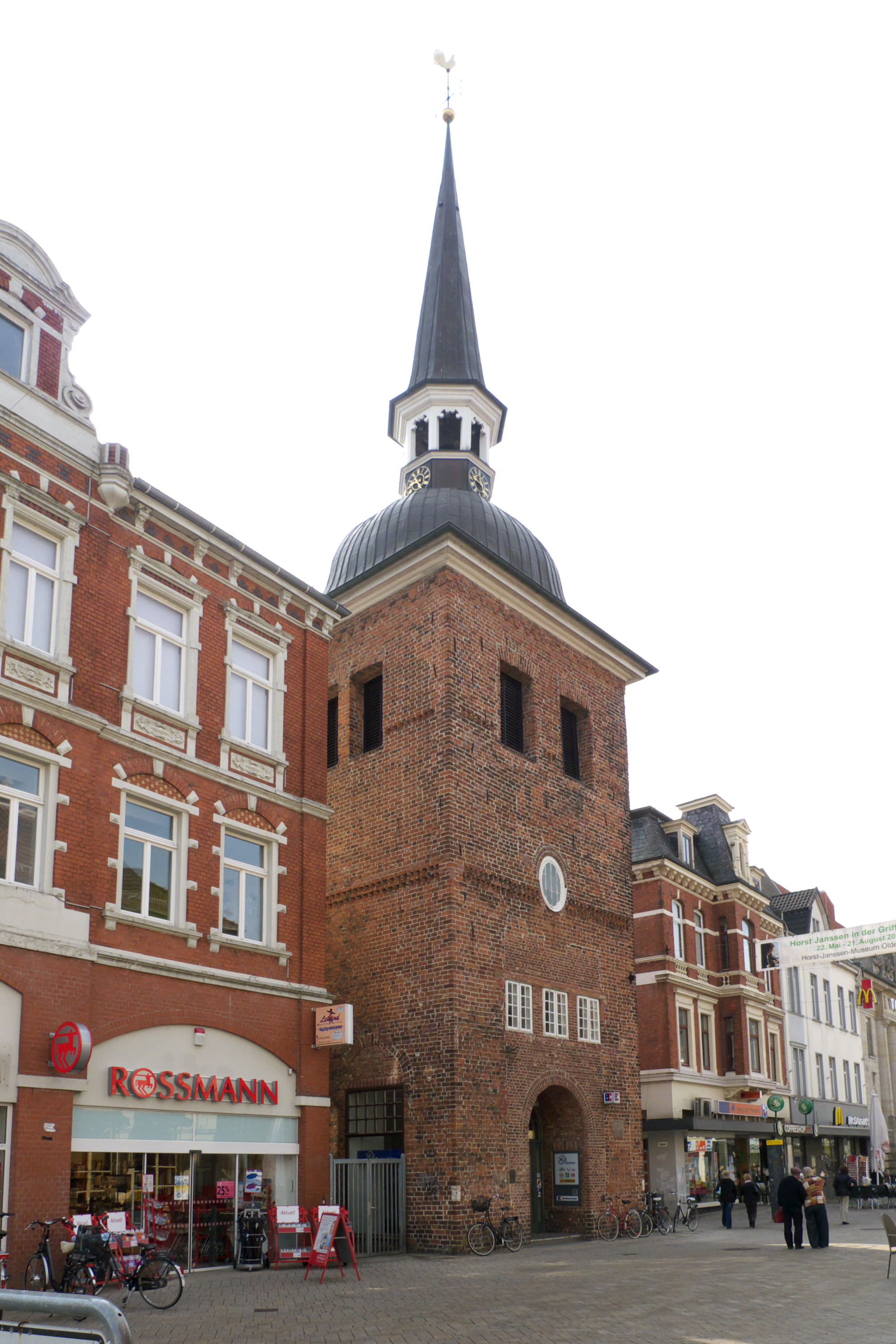
Torre medioevale "Lappan"
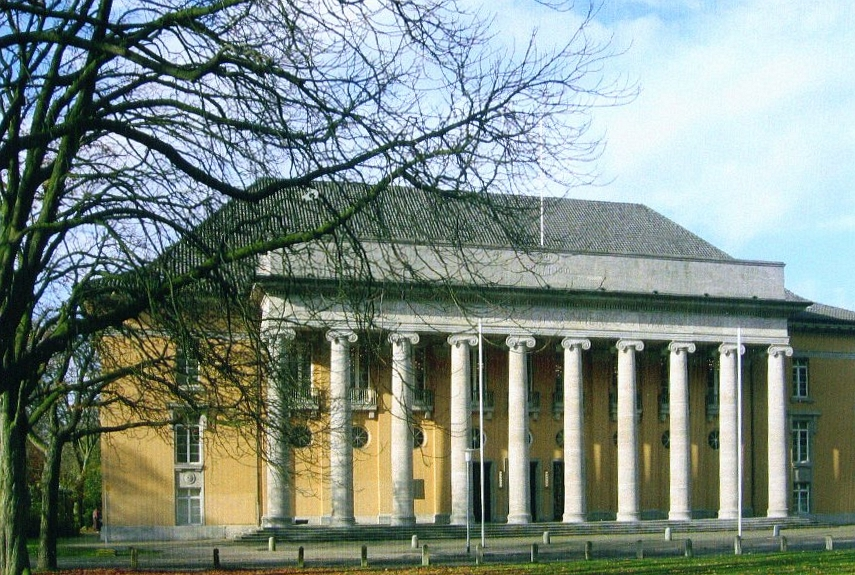
Vecchio Parlamento
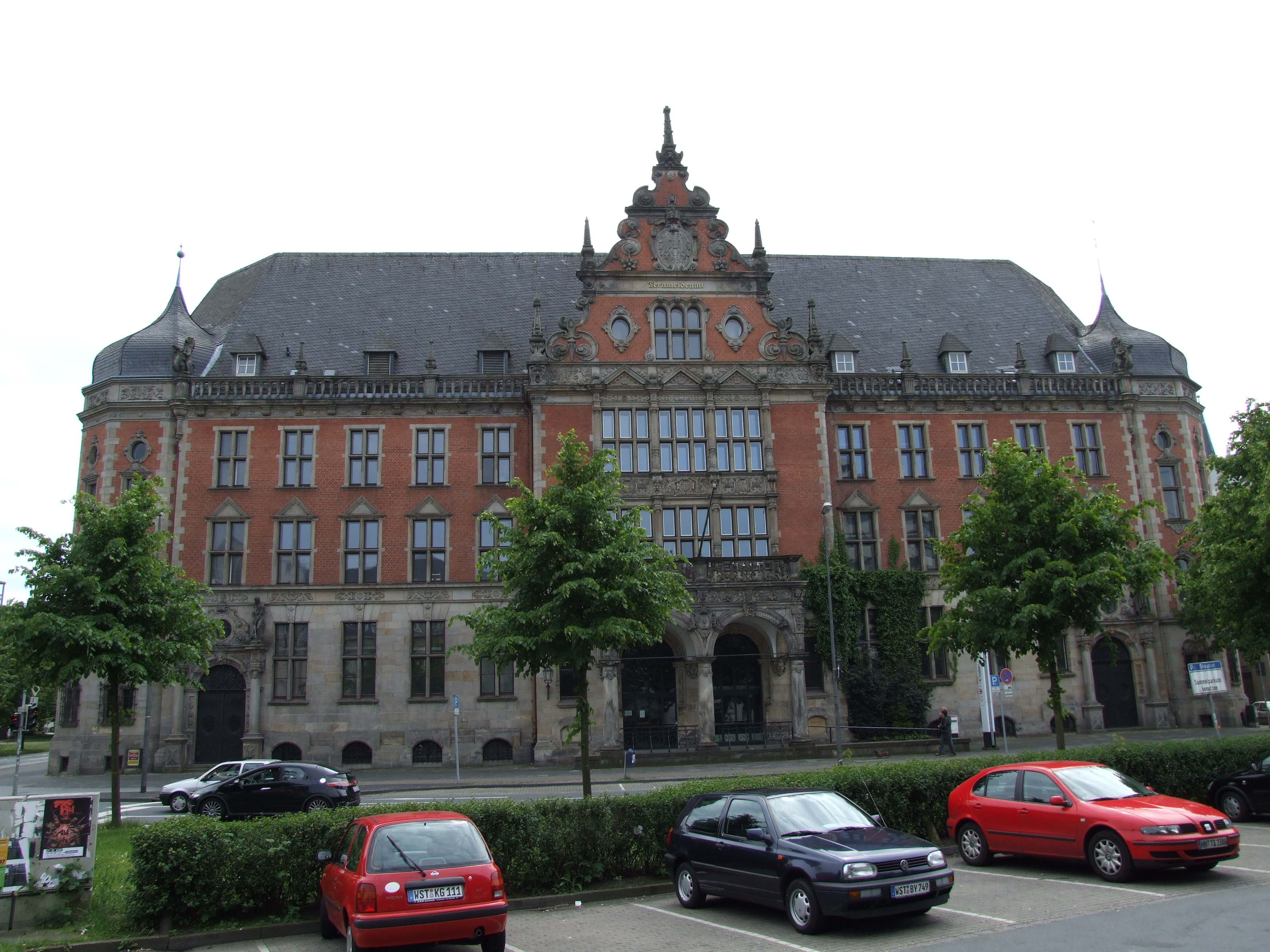
Ex-ufficio postale
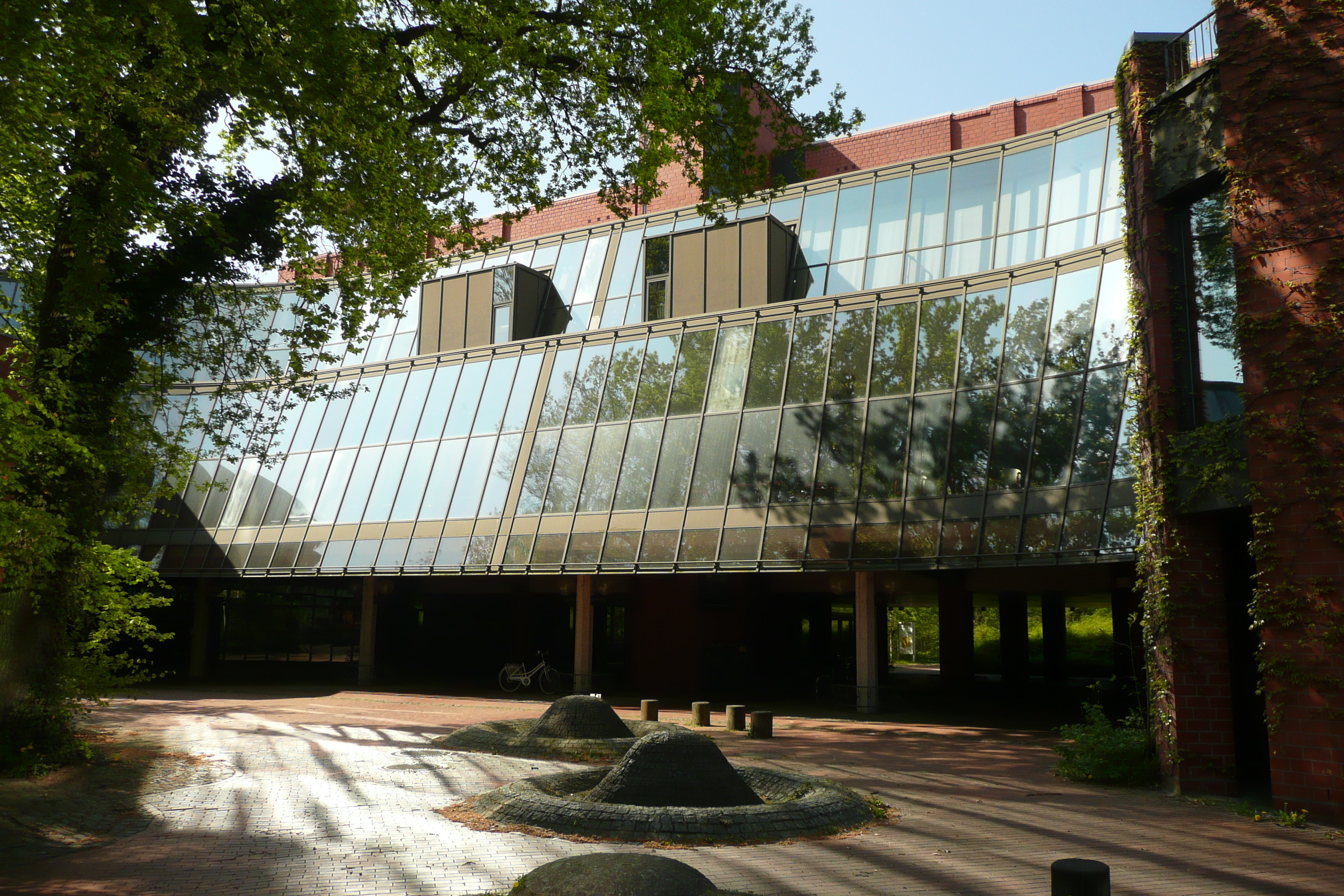
Edificio universitario al Campus Wechloy